# Koepoort (Ninove)

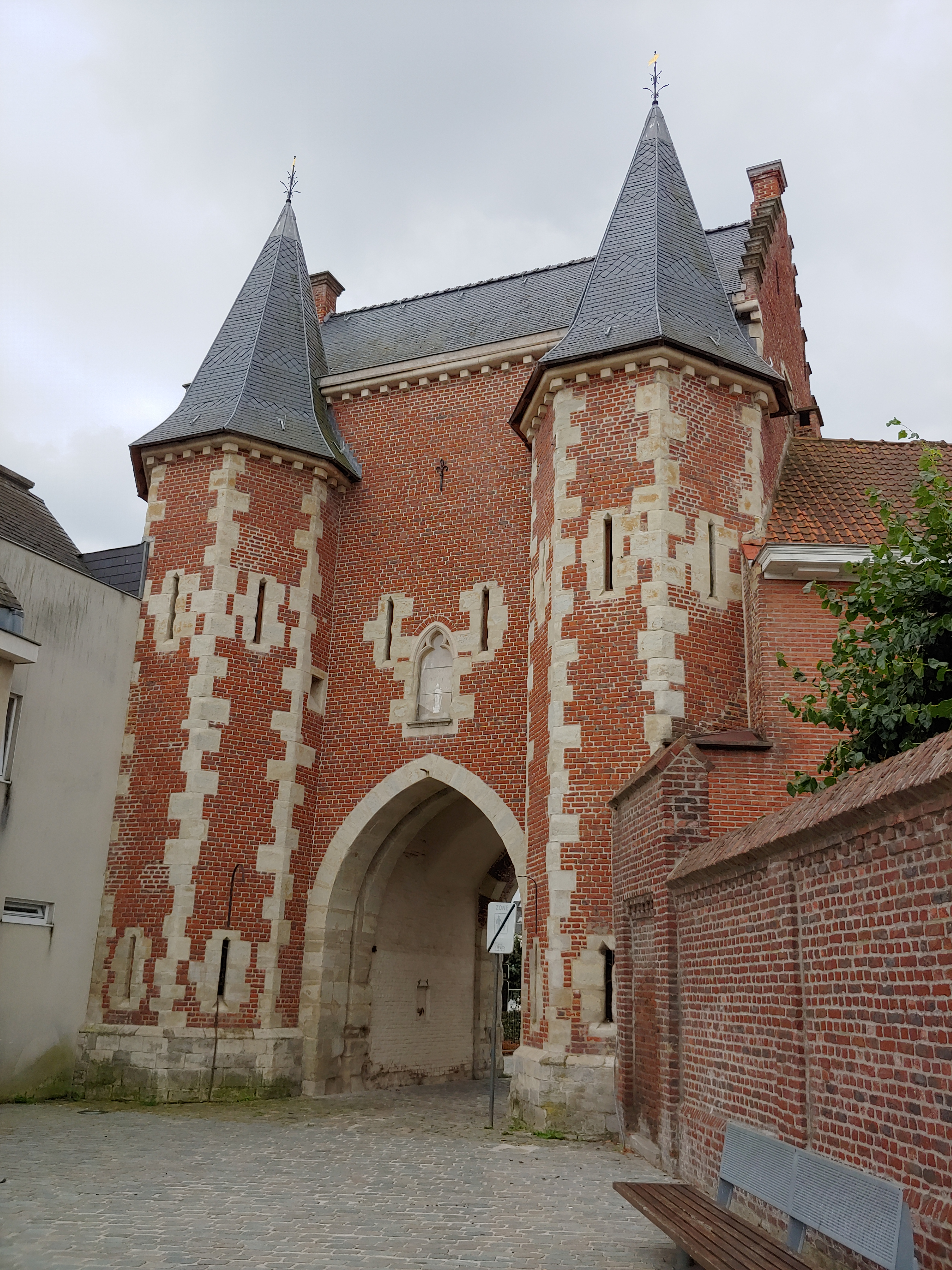
In 2021

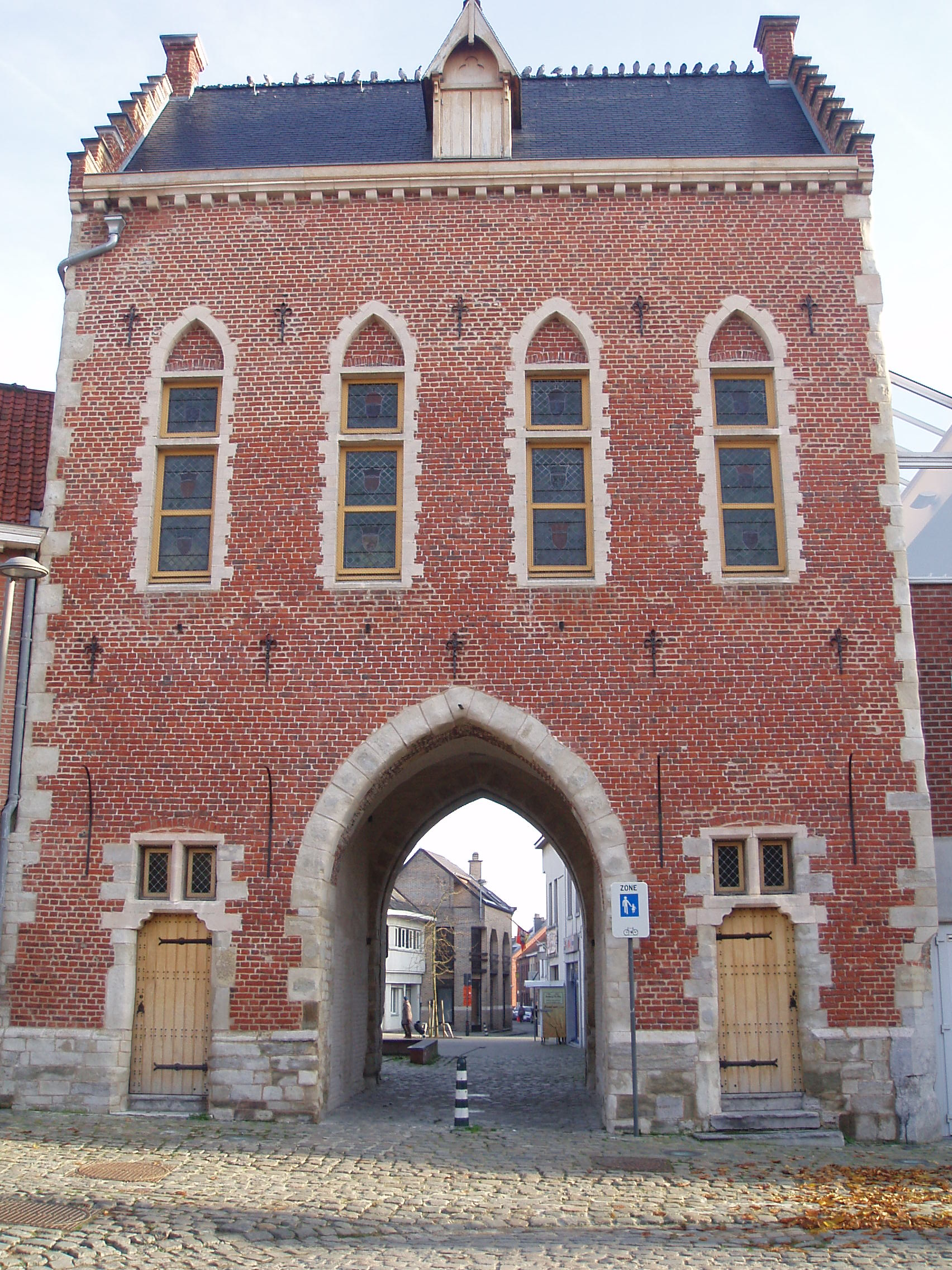

De Koepoort is een stadspoort in de Koepoortstraat in het Belgische Ninove. De Koepoort werd al vermeld in de 14de eeuw en werd van 1397 tot einde 16de eeuw de Warmoespoort genoemd. Nadien kreeg de poort de naam Nederwijkpoort. Ze werd in 1462 totaal verwoest en nadien heropgebouwd. Rond 1600 werd de Koepoort verbouwd en vanaf 1629 werd ze gebruikt als Ninoofse stadsgevangenis. Eind negentiende eeuw werd de Koepoort gerestaureerd. De Koepoort is een rechthoekig gotisch poortgebouw -met spitsboogdoorgang, zadeldak en twee traptorens (aan de kant van het Dr. Behnplein). De Koepoort is sinds 1946 een beschermd monument.